# Lettlands damlandslag i basket

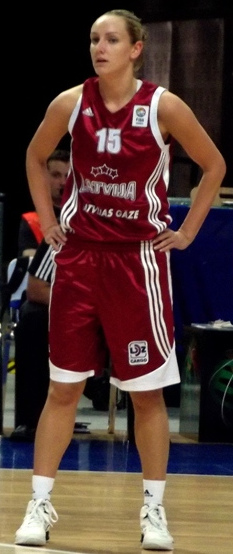
Zane Jākobsone i lettiska damlandslaget.

Lettlands damlandslag i basket (lettiska: Latvijas sieviešu basketbola izlase) representerar Lettland i basket på damsidan. Laget deltog i Europamästerskapet första gången 1999 Laget deltog även i 2008 års olympiska turnering, och slutade där på nionde plats.

### Fotnoter
1. ↑  Todor Krastev (19 mars 1999). ”Women Basketball European Championship 1999 Poland - 28.05-06.06 Wiiner Poland” (på engelska). Sport Statistics. Arkiverad från originalet den 5 juli 2011. https://web.archive.org/web/20110705134617/http://todor66.com/basketball/Europe/Women_1999.html. Läst 17 juni 2015.
2. ↑  Todor Krastev (19 mars 2008). ”Women Basketball Olympic Games 2008 Beijing (CHN) - 09-23.08 +8 GMT Winner United States” (på engelska). Sport Statistics. Arkiverad från originalet den 25 maj 2012. https://web.archive.org/web/20120525130008/http://www.todor66.com/basketball/Olympic/Women_2008.html. Läst 17 juni 2015.